# Ningu
Espèce
Statut de conservation UICN

 CR A2acde : 
En danger critique
Le ningu (Labeo victorianus) est une espèce de poissons à nageoires rayonnées de la famille des Cyprinidés. On le trouve dans le lac Victoria au Burundi, au Kenya, en Tanzanie et en Ouganda. Son habitat naturel sont les rivières, les marais et lacs d'eau douce, et à l'intérieur des deltas. L'espèce est menacée par la perte de son habitat due à la pollution, à l'envasement et au drainage causés par le développement agricole dans le bassin du lac Victoria, ainsi que par la surpêche sur ses sites de reproduction, des migrations et par l'introduction d'espèces invasives de poissons.